# ネーデルラント

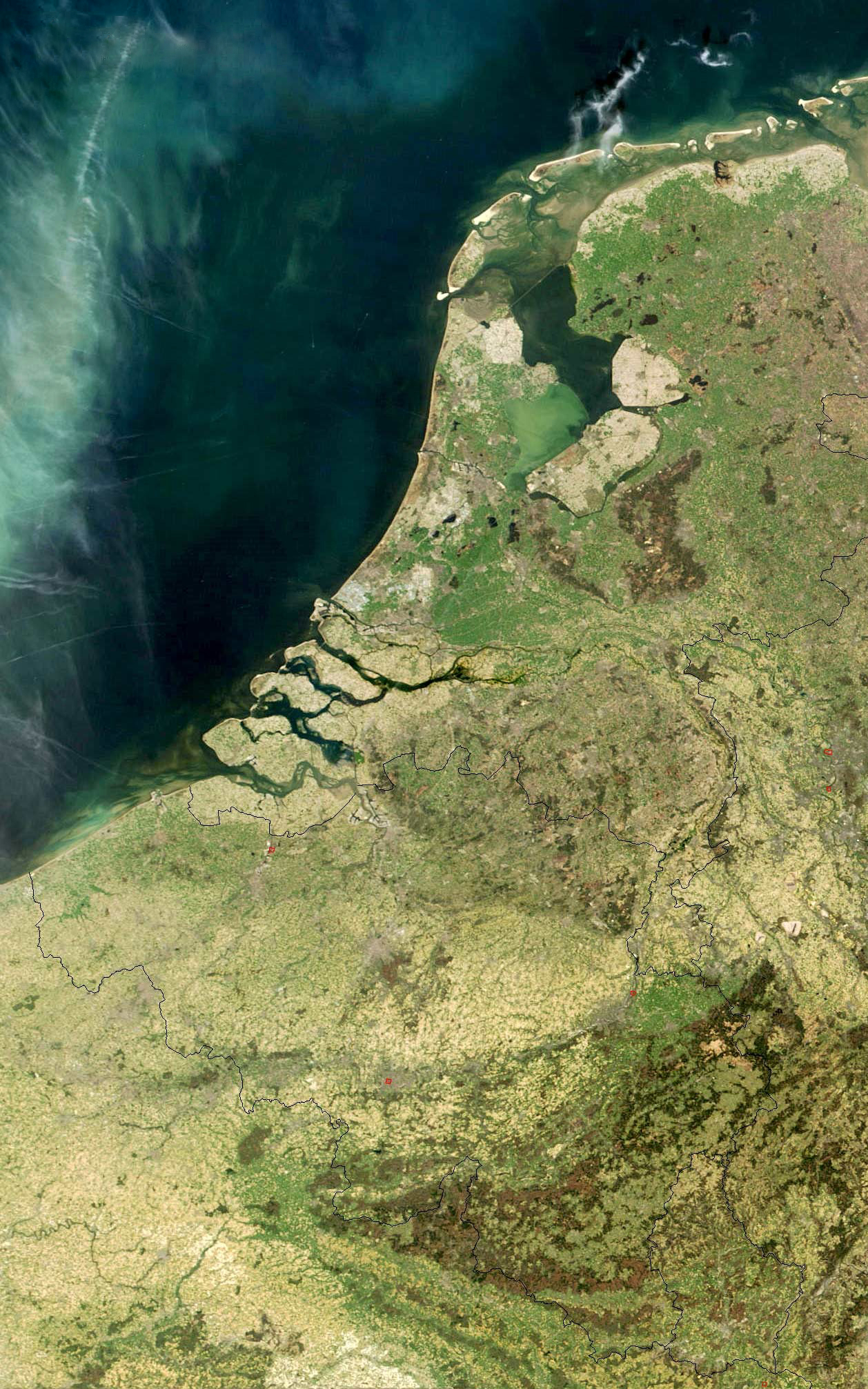
人工衛星が撮影した低地諸国地方

ネーデルラント（オランダ語: Nederlanden、英語: Netherlands）は、「低地の国々」を意味し、現在のベルギー、オランダ、ルクセンブルクの3か国（ベネルクス）にあたる低地地域（オランダ語：ラーヘ・ランデン de Lage Landen、英語：the Low Countries）内に存在した諸邦群を表す歴史学用語。

## 歴史
ハンザ同盟のころからフランドルを中心に商業が発展し、西ヨーロッパの先進地域だった。14世紀後半、ブルゴーニュ公国領としてこの地域は政治的に統合され（ブルゴーニュ領ネーデルラントを参照）、15世紀後半にはハプスブルク家が継承した。

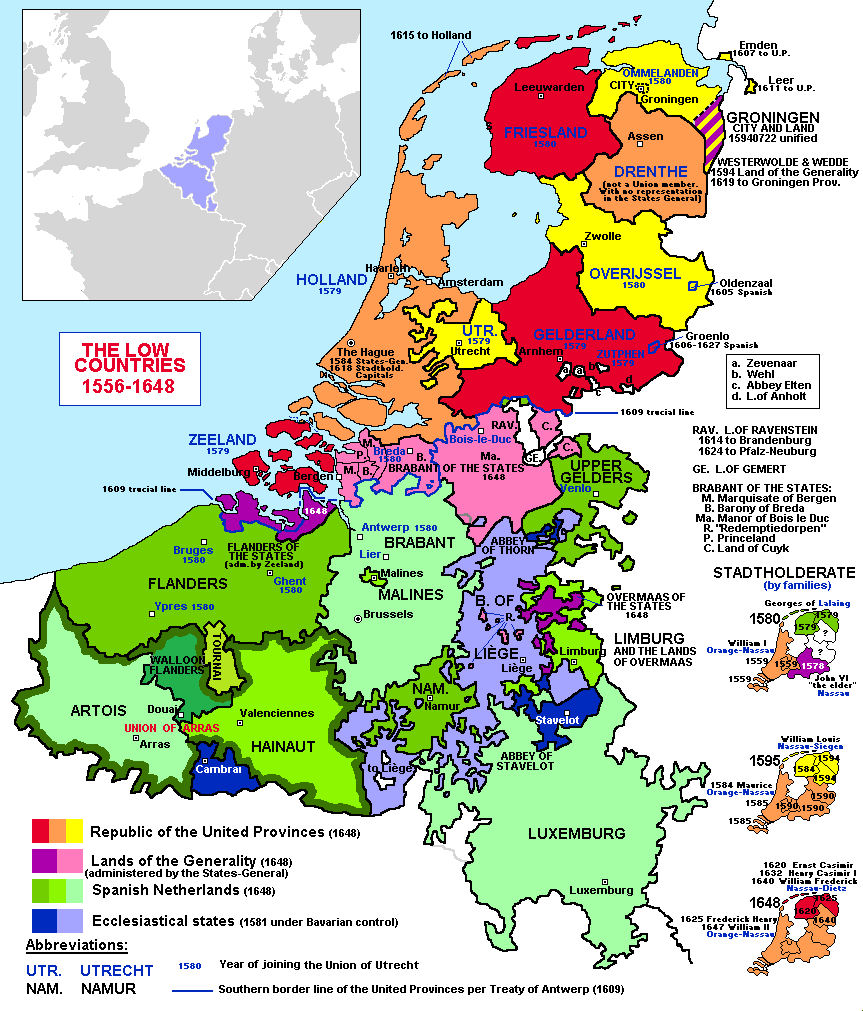
16世紀中期から17世紀中期までのネーデルラント

ハプスブルク家がオーストリア系・スペイン系に分かれると、ネーデルラントはスペイン・ハプスブルク家が支配した。宗教改革以降、プロテスタントの勢力がカトリック国スペインの支配に抵抗し、ネーデルラントの北部7州は八十年戦争を経て、1648年にヴェストファーレン条約によってスペイン・ハプスブルク家の支配から独立した。北部7州は連邦制・共和制（ネーデルラント連邦共和国）、フランスの支配（バタヴィア共和国、ホラント王国、フランス帝国への併合）を経て、オラニエ＝ナッサウ家を王家とする現在のネーデルラント王国（オランダ）に到る。
一方の南ネーデルラントは、スペイン・ハプスブルク家の支配下に留まる（スペイン領ネーデルラント）ものの、フランス王国との係争地となり、ネーデルラント連邦共和国（オランダ）も巻き込んでネーデルラント継承戦争が起こされた。スペイン継承戦争後は、オーストリア・ハプスブルク家領（1713年 - 1793年）となるが、フランス革命戦争後にフランスが併合した。1815年のウィーン条約（ウィーン会議）ではネーデルラント連合王国に編入されるが、オランダ人の支配を嫌い、1830年にベルギー独立革命がはじまり、翌年、イギリスなどの承認によりドイツ貴族ザクセン＝コーブルク＝ゴータ家のレオポルド1世を国王とする立憲君主国・ベルギー王国が成立した。ネーデルラント王国は1839年にベルギーの独立を承認した。1890年にはルクセンブルク大公国がネーデルラント王国との同君連合を解消して独立した。